# Nepenthes aristolochioides
Nepenthes aristolochioides är en tvåhjärtbladig växtart som beskrevs av Jebb och Martin Roy Cheek. Nepenthes aristolochioides ingår i släktet Nepenthes och familjen Nepenthaceae. Inga underarter finns listade i Catalogue of Life.

## Bildgalleri

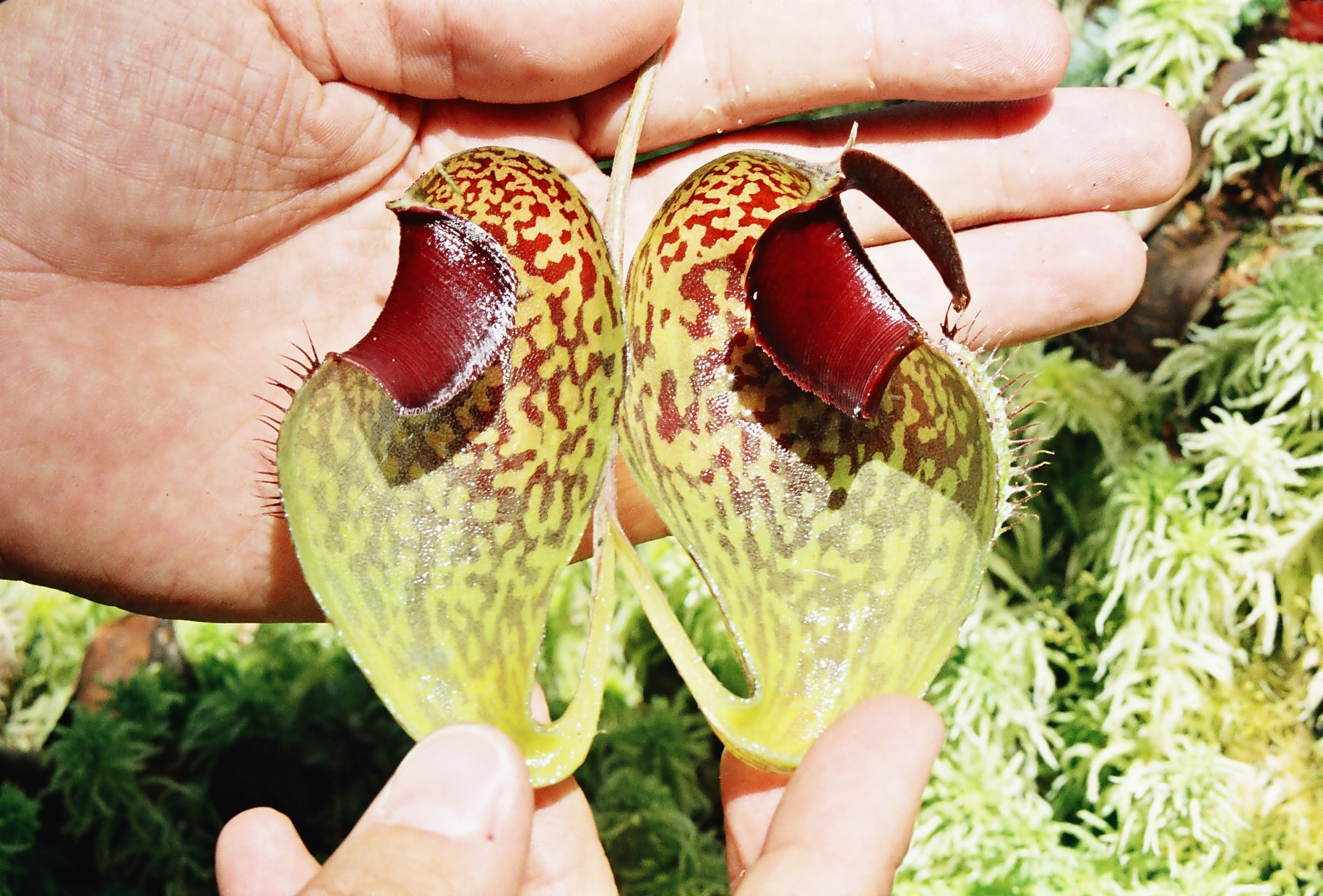
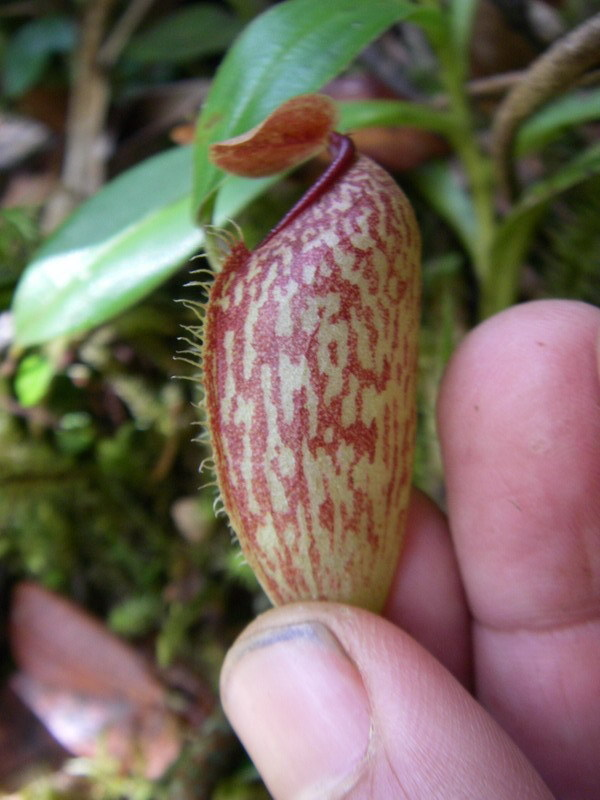
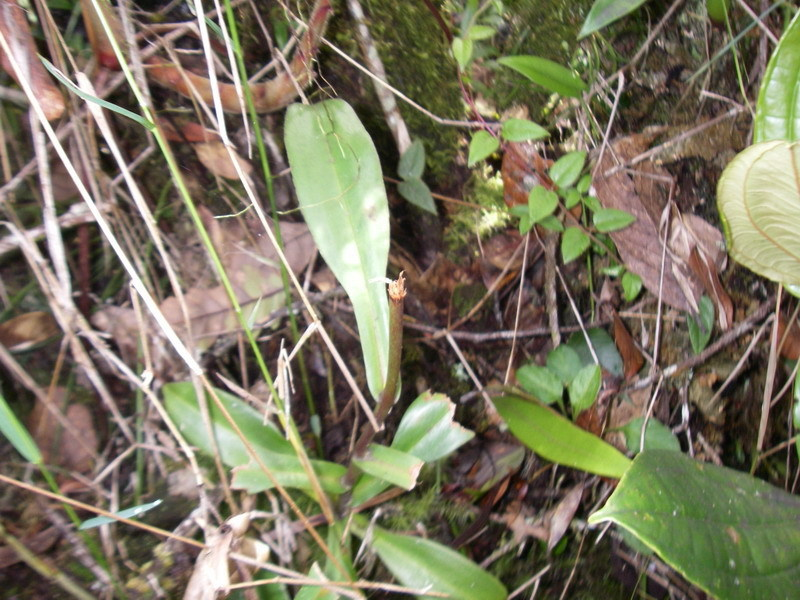
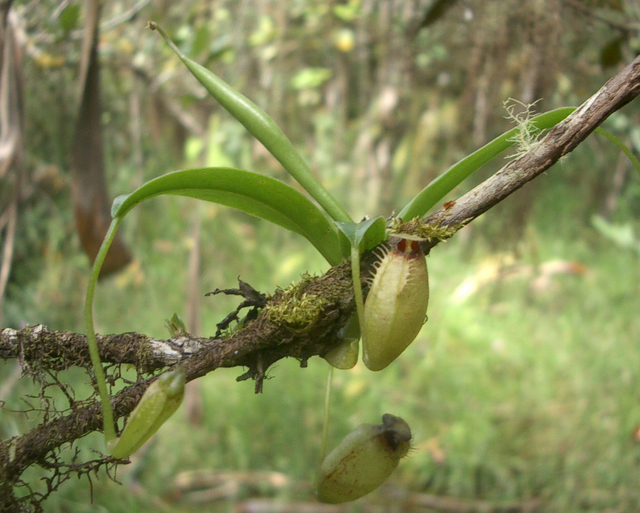
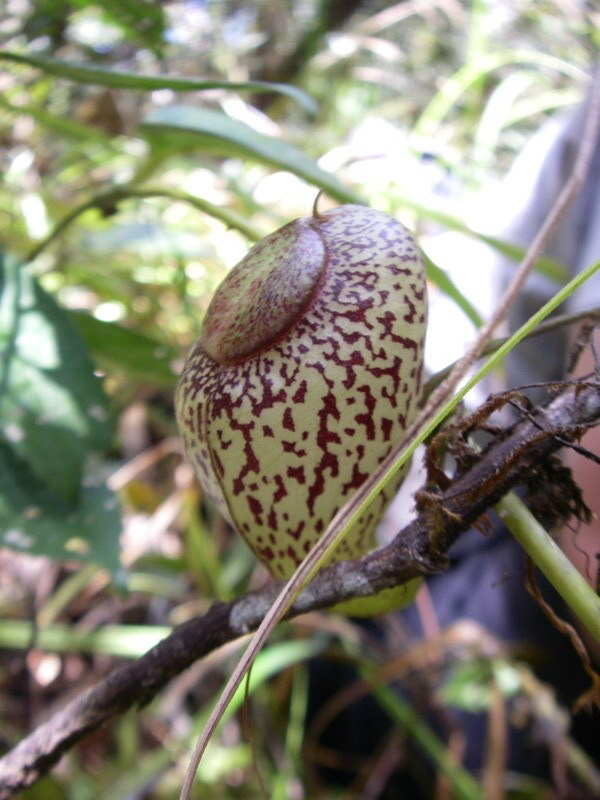